# Système STET-CORE
Pour les articles homonymes, voir Core.
Le système CORE (COmpensation REtail) est une plate-forme de compensation interbancaire ou ACH (Automated Clearing House). Il est communément appelé système STET-CORE car il est géré par la société STET (Systèmes technologiques d'échange et de traitement).

## Historique
STET a été créée en décembre 2004 par six banques françaises (Banque fédérative Crédit mutuel, BNP-Paribas, Caisse d'Épargne, Banques Populaires, Crédit Agricole SA et Société générale) pour remplacer le GSIT qui gérait la plateforme de compensation interbancaire française. L'objectif était de créer une nouvelle plateforme pour répondre aux besoins du marché européen et notamment les exigences du SEPA (virement SCT et prélèvement SDD), mais aussi de consolider tous les moyens de paiements dans un seul système. 
CORE assure ainsi la compensation des moyens de paiement de détail (virements, prélèvements, image chèques, opérations par carte, …) entre l'ensemble des banques installées en France. Il permet de plus d'échanger des virements SEPA au niveau national et européen.
Démarré en janvier 2008 pour les premiers virement SCT SEPA, il a succédé à la mi-2008 au SIT (Système interbancaire de télécompensation). 
En mars 2013, le Centre d'échange et compensation (CEC) gérant le système de paiement interbancaire belge pour les opérations de détail, a fini sa migration sur la plateforme STET. Sur CORE, les traitements des CSM (Clearing Services Members) belges sont gérés par cycle (compensation et règlement), alors que pour les CSM français, la compensation est gérée en continu et le règlement une fois par jour. STET réalise le règlement vers le système de règlement européen TARGET 2.
Le système CORE est le système de paiement de détail le plus important en Europe, par les volumes et les valeurs échangés. En 2015, 15,7 milliards d’opérations ont été échangées, pour un montant total de 5.248 milliards d’euros.
Depuis le 21 novembre 2016, CORE SDD (direct debit) a été migré sur la nouvelle plateforme pan-européenne SEPA.EU, tandis que CORE SCT (credit transfert) migrera en 2018. Cette nouvelle plateforme permet l'instant payment depuis le 21 novembre 2017 et la gestion des API nécessaires dans la DSP2 pour les services d'information et de paiement sur comptes bancaires.

## Dates clés
- Décembre 2004 : création de la société STET.

- Juin 2008 : lancement du SCT.

- Novembre 2010 : lancement du SDD français.

- Mars 2013 : migration du CEC vers le système CORE(BE)[8].
- Décembre 2015 : STET fusionne avec SER2S et devient STET SA.